# Tajno Stare
Tajno Stare  (też: Stare Tajno) – wieś w Polsce położona w województwie podlaskim, w powiecie augustowskim, w gminie Bargłów Kościelny.
| SIMC    | Nazwa               | Rodzaj    |
| ------- | ------------------- | --------- |
| 0754638 | Kolonia Stare Tajno | część wsi |

W latach 1975–1998 miejscowość administracyjnie należała do województwa suwalskiego.